# Zinat
Zinat (en àrab زينات, Zīnāt; en amazic ⵣⵉⵏⴰⵜ) és una comuna rural de la província de Tetuan, a la regió de Tànger-Tetuan-Al Hoceima, al Marroc. Segons el cens de 2014 tenia una població total de 7.669 persones.

## Fills il·lustres
- Ahmed al-Raisuli, (1871-1925), fou un polític molt actiu.